# 1946年5月30日日食
1946年5月30日日食是一次日偏食，發生於1946年5月30日（東半球為5月31日）。新月當天（即朔日），地球上觀測到月球和太阳的角距離極小，此時月球如果恰好在月球交點附近，穿過太阳和地球之間，與地球、太阳接近一直線，則會出現日食。由於月球偏北或偏南，本影及偽本影從地球以北或以南經過而未接觸地表，只有半影覆蓋了地球北端或南端部分區域，形成日偏食。此次日偏食月球偏南，出現在南美洲西南部、太平洋東南部。
通常每年有2次日食，而1946年共有4次，全都是日偏食。本次日食是其中第二次，距下一次日食，1946年6月29日僅1個月。

## 日食概況

### 出現區域
本次日偏食可在智利除南北兩端外的大部、阿根廷西部及太平洋東南部看到。其中大部分位於國際日期變更線以東，在5月30日看到日食，剩下的部分在5月31日看到日食。

### 基本參數
- 類型：日偏食
- 食分最大處（位於彼得一世島西北約700公里的南太平洋）資料：
  - 時間：1946年5月30日20:59:56
  - 地點：64°06′S 101°00′W / 64.1°S 101.0°W
  - 食分：0.8865（日食帶內最大）[3]

## 相關的日食

### 1946-1949年的日食
月球交替位於相對的月球交點時，以半個交點年（食年），即約177天又4小時間隔出現下列日食。
註：1946年1月3日和1946年6月29日的日偏食屬於上一組交點年系列。
| 升交點   | 升交點                   |          | 降交點                    | 降交點 |
| 沙羅周期 | 地圖                     | 沙羅周期 | 地圖                      |        |
| 117      | 1946年5月30日 偏食（南） | 122      | 1946年11月23日 偏食（北） |        |
| 127      | 1947年5月20日 全食       | 132      | 1947年11月12日 環食       |        |
| 137      | 1948年5月9日 環食        | 142      | 1948年11月1日 全食        |        |
| 147      | 1949年4月28日 偏食（北） | 152      | 1949年10月21日 偏食（南） |        |

### 沙羅周期
沙羅周期長度為18年11天。本次日食屬於沙羅周期117，共包含71次日食，依次為792年6月24日至918年9月8日的8次日偏食、936年9月18日至1333年5月14日的23次日環食、1351年5月25日至1423年7月8日的5次全環食（亦稱混合食）、1441年7月18日至1928年5月19日的28次日全食、1946年5月30日至2054年8月3日的7次日偏食，總共歷時1262.11年。其中最長的全食發生於1892年4月26日，共持續了4分19秒。
下表列舉了20、21世紀屬於該周期的日食，是第63至71次：
| 63            | 64            | 65            |
| ------------- | ------------- | ------------- |
| 1910年5月9日  | 1928年5月19日 | 1946年5月30日 |
| 66            | 67            | 68            |
| 1964年6月10日 | 1982年6月21日 | 2000年7月1日  |
| 69            | 70            | 71            |
| 2018年7月13日 | 2036年7月23日 | 2054年8月3日  |

## 資料來源
1. ↑  樊忠玉. . 中国天文科普网.   [2016-03-26]. （原始内容存档于2014-09-17）.
2. ↑  Fred Espenak. . NASA Eclipse Web Site.   [2019-01-04]. （原始内容存档于2020-10-21）.（英文）
3. ↑  Fred Espenak. . NASA Eclipse Web Site.   [2019-01-04]. （原始内容存档于2020-10-28）.（英文）
4. ↑  Fred Espenak. . NASA Eclipse Web Site.（英文）

## 外部連結
- NASA日食專頁（页面存档备份，存于）（英文）
- 可見區域圖和時間統計：由弗雷德·埃斯佩納克做出的日食預報，NASA/GSFC
  - 貝塞爾元素

| \| \| 日食 \|                            |                              |                                           |
| 上一次日食： 1946年1月3日日食 （日偏食） | 1946年5月30日日食 （日偏食） | 下一次日食： 1946年6月29日日食 （日偏食） |
| 上一次日偏食： 1946年1月3日日食          | 1946年5月30日日食 （日偏食） | 下一次日偏食： 1946年6月29日日食          |
|                                          | 日食                         |                                           |